# Kristina Riezcowa
Kristina Leonidowna Riezcowa (rus. Кристина Леонидовна Резцова; ur. 27 kwietnia 1996 w Moskwie) – rosyjska biathlonistka, brązowa medalistka olimpijska (2022), dwukrotna medalistka mistrzostw świata juniorów.

## Kariera
Pierwszy raz na arenie międzynarodowej pojawiła się w 2015 roku, startując na mistrzostwach świata juniorów w Mińsku. Zajęła tam 13. miejsce w biegi indywidualnym, a w sztafecie zdobyła srebrny medal. Na rozgrywanych dwa lata później mistrzostwach świata juniorów w Osrblie była między innymi trzynasta w biegu pościgowym i trzecia w sztafecie.
W zawodach Pucharu Świata zadebiutowała 23 marca 2018 roku w Tiumieni, zajmując 62. miejsce w sprincie. Pierwsze pucharowe punkty zdobyła 13 grudnia 2019 roku w Hochfilzen, gdzie w tej samej konkurencji zajęła 19. miejsce. 11 grudnia 2021 roku w Hochfilzen wspólnie z koleżankami z reprezentacji zajęła drugie miejsce w sztafecie. W zawodach indywidualnych pierwsze podium wywalczyła osiem dni później w Le Grand-Bornand, gdzie rywalizację w biegu masowym ukończyła na trzeciej pozycji. Wyprzedziły ją jedynie Elvira Öberg ze Szwecji i Francuzka Julia Simon.
Jej matka - Anfisa Riezcowa oraz siostra - Darja Wirołajnen także były biathlonistkami.

## Osiągnięcia

### Igrzyska olimpijskie
| Rok  | Miejscowość | Konkurencje | Konkurencje | Konkurencje | Konkurencje | Konkurencje | Konkurencje | Konkurencje |
| Rok  | Miejscowość | IN          | SP          | PU          | MS          | RL          | MR          | SR          |
| ---- | ----------- | ----------- | ----------- | ----------- | ----------- | ----------- | ----------- | ----------- |
| 2022 | Pekin       | 9.          | 6.          | 26.         | 5.          | 2.          | 3.          | nd.         |

### Mistrzostwa świata juniorów
| Rok  | Miejscowość      | Konkurencje | Konkurencje | Konkurencje | Konkurencje | Konkurencje | Konkurencje | Konkurencje |
| Rok  | Miejscowość      | IN          | SP          | PU          | MS          | RL          | MR          | SR          |
| ---- | ---------------- | ----------- | ----------- | ----------- | ----------- | ----------- | ----------- | ----------- |
| 2015 | Mińsk            | 13.         | –           | –           | –           | 2.          | –           | nd.         |
| 2016 | Cheile Grădiştei | 9.          | 14.         | 10.         | –           | 8.          | –           | nd.         |
| 2017 | Osrblie          | 20.         | 37.         | 13.         | –           | 3.          | –           | nd.         |

### Puchar Świata

#### Miejsca w klasyfikacji generalnej
| Sezon     | Miejsce |
| --------- | ------- |
| 2017/2018 | -       |
| 2019/2020 | 58.     |
| 2020/2021 | -       |
| 2021/2022 | 20.     |

#### Miejsca na podium indywidualnie
| Lp. | Dzień      | Rok  | Miejscowość      | Konkurencja            | Lokata | Pudła   | Czas biegu | Strata | Zwycięzca    |
| --- | ---------- | ---- | ---------------- | ---------------------- | ------ | ------- | ---------- | ------ | ------------ |
| 1.  | 19 grudnia | 2021 | Le Grand-Bornand | Bieg masowy na 12,5 km | 3.     | 0+0+1+1 | 35:21,7    | +12,1  | Elvira Öberg |